# Liste der Ehrenbürger von Nabburg
Die Ehrenbürgerwürde ist die höchste kommunale Auszeichnung der Stadt Nabburg.
Seit 1945 wurden 7 Personen zu Ehrenbürgern ernannt.
Hinweis: Die Auflistung erfolgt chronologisch nach Datum der Zuerkennung.

## Ehrenbürger der Stadt Nabburg

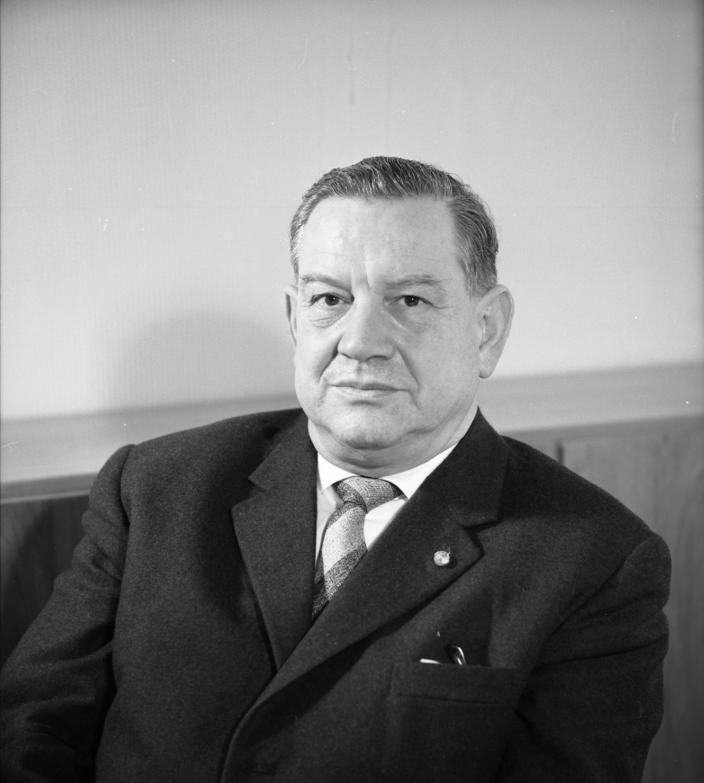
Alfons Goppel

1. Valentin Geier (1897; † 1984)
Bischöflicher Geistlicher Rat, Monsignore
2. Konrad Haller (* 1893; † 1973)
Lehrer, Heimatpfleger und Heimatforscher
3. Karl Schmidt-Wolfrathshausen (* 1891; † 1971)
Architekt, Kunstmaler, Grafiker
Schmidt-Wolfrathshausen vermachte der Stadt Nabburg das Schmidthaus
4. Alois Schottenheim (* 1898; † 1968)
Schottenheim war lange Jahre Vorsitzender der Nabburger Landsmannschaft in München
5. Alfons Goppel (* 1. Oktober 1905 in Reinhausen; † 24. Dezember 1991 in Johannesberg)
Bayerischer Ministerpräsident
Verleihung 1975
Goppel war ab 1966 Abgeordneter aus dem Stimmkreis Nabburg.
6. Hans Werner (* 15. November 1912 in Unteraich, Gemeinde Guteneck; † 22. Februar 1989 ebenda)
Landrat a. D.
Verleihung 1975
Werner war Landrat des Landkreises Nabburg
7. Ernst Hanauer (* 1930; † 2025)
Unternehmer
Verleihung am 12. November 2010
Hanauer war Geschäftsführer des Mechatronikunternehmens EMZ Hanauer in Nabburg. Er wurde für seine Verdienste um die berufliche Ausbildung junger Menschen und die Standorttreue zum Ehrenbürger ernannt.